# Масонство
Масо́нство (франкмасо́нство, фр. Franc-maçonnerie, англ. Freemasonry) — движение, появившееся в виде тайного общества, которое берёт своё начало из малоизвестных истоков в конце XVI — начале XVII века. Основной версией происхождения масонства считается версия о происхождении от средневековых строительных гильдий каменщиков, однако существуют теории о более древнем происхождении масонства, начало которого выводится от орденов тамплиеров или — в других версиях — от ордена розенкрейцеров. Название «масон» или «франкмасон» происходит от фр. franc-maçon (в старофранцузском masson, англ. freemason), употребляется также буквальный перевод этого названия — вольный каменщик.
Этика и философия масонства опираются на монотеистические религии, на древние конституции вольных каменщиков, их регламенты, статуты и уложения. Масонство символически использует инструменты строительных товариществ и легенды о строительстве Храма Соломона, чтобы выражать метафорически то, что и масонами, и их критиками описывается как «система морали, скрытая в аллегориях и проиллюстрированная символами».
Масонство административно организовано в суверенные великие ложи (в некоторых странах — «великий восток»), каждая из которых руководит масонскими ложами в границах собственной юрисдикции. Численность лож, как правило, варьирует от 15 до 200 человек, объединённых территориально. Местные ложи учреждаются великой ложей, которая в одной стране существует только одна. Некоторые великие ложи признают друг друга, некоторые — нет, в зависимости от следования древним масонским правилам. Существуют также организации дополнительных степеней, в которых состоят члены символических масонских лож и которые обладают собственными независимыми органами управления. Однако в некоторых масонских организациях символические ложи могут быть подчинены управляющим органам этих дополнительных организаций.
Сейчас масонство распространено по всему миру и представлено в различных организационных формах: ложах, великих ложах, верховных советах, капитулах, ареопагах, консисториях, федерациях и конфедерациях. Общая численность масонов в мире оценивается в 4 000 000 человек.

## Предыстория
Легендарная история масонства доводит братство у одних писателей — до Адама, у других — до построения Храма Соломона; более скромные исследователи находили корни масонства у пифагорейцев, ессеев, первых христиан или тамплиеров. Лишь в середине XIX века Георг Клосс впервые вполне определённо указал на то, что масонский союз возник из братства вольных каменщиков или средневековых строительных артелей.
Самые ранние свидетельства о существовании свободной строительной артели в средневековой Европе относятся к 643 году, её упоминают эдикты лангобардского короля Ротари. В эпоху готики возведение громадных церковных зданий длилось целые столетия, в течение которых рабочие и художники, поселявшиеся близ построек (их инструменты хранились в особых бараках, англ. Lodge), постепенно вступали в тесное общение. Эти сообщества с течением времени приняли цеховую организацию: были выработаны правила касательно отношений между членами, приёма новых товарищей, разрешения возникавших между сочленами споров и прочее. Вместе с тем был установлен известный церемониал на разные случаи товарищеской жизни.
Цеховая организация строительных работ, безусловно, была присуща и возведению соборов Англии, где каменотёсы получили в официальных актах наименование Freemason, Free-Stone-Mason. Обстоятельства возникновения строительных лож в Англии весьма темны. В частности, весьма сомнительной представляется хартия 926 года, дарованная якобы королём Этельстаном свободным каменщикам Йорка, с которой было принято начинать историю строительных артелей в Англии. В современной масонской литературе указывают около 20 манускриптов со специфическими масонскими текстами, относящимися к раннему периоду. Старейший из них датируется XIV веком; это — поэма «Regius», манускрипт с текстом которой был найден в Старой королевской библиотеке в Британском музее в 1830-х годах.
В течение XVII века строительные товарищества в Европе стали быстро приходить в упадок и к началу XVIII века почти перестали существовать вместе с прекращением возведения готических соборов. Новому процветанию английских лож способствовало то обстоятельство, что с конца XVI века туда стали получать доступ и лица, не принадлежавшие к строительному цеху — так называемые «сторонние каменщики», богатые и учёные люди, внёсшие с собой в ложи прогрессивный элемент. Первым из них следует назвать лондонского антиквара Элиаса Эшмола, о его вступлении 16 октября 1646 года в одну из лож в Уоррингтоне, Ланкшир, сохранилась запись в его дневнике. В последние годы XVII столетия в ложу вступил Вильгельм III Оранский, из-за чего ремесло каменщиков получило название королевского искусства. Вероятно, именно тогда у просвещённых сторонних каменщиков зародилась мысль воспользоваться оболочкой строительных товариществ, являвшихся в некоторых отношениях филантропическими учреждениями, и, вдохнув в неё новую жизнь, создать новое дело всечеловеческой любви.

## Принципы и деятельность
Хотя масонство часто называют тайным обществом, сами масоны утверждают, что корректнее говорить, что это эзотерическое общество, определённые стороны которого являются приватными, или тайными. Распространённое изречение гласит, что в XXI веке франкмасонство стало больше «обществом с тайнами», чем «тайным обществом». Приватными аспектами современного франкмасонства являются способы опознавания среди членов и определённые элементы ритуалов.
Вопреки разнородности организации, главной деятельностью масонства остаётся благотворительность, нравственное совершенствование (в большинстве случаев требующее веры в Высшую Сущность), а также развитие и сохранение братской дружбы в братской среде, к чему изначально побуждают «Конституции Андерсона».

### Ритуалы и символизм
Масоны проводят свои собрания в ритуальной форме. Не существует единого масонского ритуала, и каждая великая ложа может свободно устанавливать (или не устанавливать) собственный ритуал. Однако между ритуалами разных лож есть сходства. Например, все масонские ритуалы используют архитектурный символизм инструментов средневековых оперативных каменщиков. Франкмасоны как спекулятивные каменщики (то есть, занимающиеся философским строительством, а не реальным) используют символизм для обучения нравственным и этическим урокам братской любви, помощи и истины или, как принято во Франции, свободы, равенства, братства.
Два основных символических инструмента всегда находятся в ложе: это циркуль и наугольник. Некоторые ложи и ритуалы объясняют эти инструменты как урок поведения: например, масоны должны «выверить свои действия наугольником добродетели» и учиться «ограничивать свои желания и сдерживать свои страсти внутри должных границ по отношению ко всему человечеству». Однако, так как масонство не является догматическим, не существует единой общей интерпретации этих инструментов (или какого-либо масонского символа).
Эти нравственные уроки преподаются во время аллегорического ритуала. Кандидат повышается в степенях, приобретая знание и понимание себя, своих отношений с окружающими и с Богом (суть которого остаётся на его личное усмотрение). Хотя ложи имеют тенденцию обсуждать философские аспекты в наставлениях или «зодческих работах» (исследованиях), и иногда в неформальных группах (как масонских, так и публичных, разного уровня компетентности), изучая то, что доступно публике. Все масоны могут размышлять над символами и смыслом масонства, и, конечно же, рассуждение над символами является необходимым условием для продвижения по степеням. У масонства нет никакой общепринятой цели, и ни один масон не может говорить от лица всего масонства.
Некоторые ложи используют масонские табели. Это нарисованные или напечатанные иллюстрации, изображающие разные символические эмблемы франкмасонства. Они могут быть использованы как вспомогательное средство обучения во время лож наставлений, сопровождающих каждую из трёх степеней, когда мастер масон наставляет братьев учеников и подмастерьев. Они также могут быть использованы мастерами как напоминание идей, которые они уже изучили, когда проходили инициации.
Символическое масонство, или синие ложи, состоящие из трёх первых инициатических градусов, заимствует множество своих символов у архитектурного искусства, которым пользовались строители соборов в Средневековье. Это архитектурное искусство рассматривается в качестве его предшественника, а также именно от него «символическое масонство» унаследовало термин «ложа», которым изначально обозначалось место, где собираются рабочие. В этом названии у франкмасонства, или, как его ещё называют, «Королевского искусства», есть общие пункты с компаньонажем, с которым оно делит символы и ценности. Масоны называются спекулятивными (лат. speculare — размышлять) по отношению к масонам-товарищам, которых они считают оперативными (имеются в виду простые каменщики).
Одним из символов масонства является акация, которая считается одним из основных символов, используемых в масонстве, и связана с так называемой «Легендой о смерти мастера Хирама» — тематической базой степени «мастера-масона». Далее: отвес — символ стремления к совершенству, уровень — символ равенства, наугольник — символ уравновешенности и примирения неизменного стремления к совершенству с реально достижимым, символ земного, циркуль — символ умеренности и благоразумия, а также стремления к высшему и духовному, мастерок — символ укрепления братских связей. В масонстве широко используется библейская легенда о строительстве Храма Царя Соломона.
Наугольник и мастерок, циркуль и наугольник, отвес и уровень, молоток и зубило, линейка и фартук, а также многие другие символы принадлежат оперативной масонской традиции. Что же касается легендарной персоны Хирама в мифодраме, в которой он представлен архитектором Храма Соломона, то этот элемент масонского символизма есть разрыв с традицией оперативного каменщичества, и является переходом к символическим «спекуляциям», которые исследуются в организациях дополнительных степеней, таких как, например — Алхимия, Каббала и традиция рыцарства.
Также общепринятым символом масонства является треугольник, внутри которого изображается открытый глаз — «Лучезарная дельта», как он называется в масонстве. Само изображение глаза в треугольнике заимствовано из христианства, где он является символом «Всевидящего ока» провидения, а треугольник символизирует Троицу. Символ встречается на иконах и культовых сооружениях, в том числе православных (главный портик Казанского собора в Санкт-Петербурге, оформление Ахенского собора в городе Ахен). Ещё до христиан несколько иной символ «Всевидящего ока» был популярен у древних египтян (Глаз Хора).
Лучезарная дельта напоминает масону о всепроникновении Творца. Стилистически, глаз часто заменяет вписанная в треугольник окружность. В либеральном масонстве лучезарная дельта считается знаком просвещённости или принципом сознания.

### Высшая Сущность и книга священного закона
Кандидаты в регулярное масонство должны верить в Бога. Однако кандидата не просят объяснять или излагать своё понимание Высшей Сущности. В масонской ложе запрещены дискуссии о политике и религии, и потому в рамках ложи масон не может быть поставлен в ситуацию, требующую объяснить своё понимание того или иного политического или религиозного вопроса. Поэтому упоминание Высшей Сущности будет подразумевать Троицу для масона-христианина, Аллаха для масона-мусульманина, Парабрахмана для масона-индуиста и т. д. И хотя большинство масонов считает, что термин Высшая Сущность равнозначен Богу, другие могут иметь более сложную и философскую интерпретацию этого термина, например Абсолют. Именно с последним вариантом трактования и понимания Абсолюта связывается очень часто допущение к посвящению атеистов в Великом востоке Франции.
В ритуале Бога называют Великим Архитектором Вселенной, что отсылает к архитектурному символизму масонства.
Книга священного закона всегда присутствует в открытой ложе, если эта ложа принадлежит к регулярной великой ложе. В англоязычных странах это зачастую Библия короля Якова, или другой стандартный перевод; не существует никакой эксклюзивной «масонской Библии». Более того, кандидат может выбрать религиозный текст, на котором он будет приносить торжественные обязательства, согласно своим верованиям. ОВЛА указывает на схожесть между судебной практикой Великобритании и общими источниками с другими процессами принятия клятвы. Если члены ложи исповедуют разные религии, то в ложе находятся разные священные тексты. В ложах, которые относят к нерегулярному масонству используются конституции и общие регламенты.

### Масонские степени
Существуют основные три степени в масонстве (синяя, или символическая ложа):
1. Ученик — степень посвящения, которая делает кандидата масоном;
2. Подмастерье — промежуточная степень, связанная с обучением;
3. Мастер масон — третья степень, необходимая для полноценного участия в масонской жизни.

Степени отображают уровни персонального развития. Нет единого общепризнанного значения аллегорий, так как масоны, повышаясь в степенях и изучая наставления, интерпретируют их самостоятельно, и личная интерпретация ограничена только конституцией, в которой они работают. Общепринятая символическая структура и всемирные архетипы дают возможность каждому масону найти собственные ответы на жизненно важные философские вопросы.
Основное содержание масонской нравственно-этической и философской системы содержится в трёх основных степенях или градусах: ученика, подмастерья, мастера (в некоторых версиях это ученик, товарищ и мастер). Человек, вступающий в ложу, последовательно проходит эти степени, как правило, с определённым промежутком времени между присвоением каждой из них.
Базовые элементы нравственно-этической системы масонства содержатся в 1-й степени — степени Ученика, внимание посвящаемого обращается на необходимость углублённого самопознания, саморазвития и самосовершенствования, работы над собой и своими недостатками. Во 2-й степени — степени подмастерья внимание посвящаемого обращается на окружающий мир, философию его восприятия, активность в нём, содержание степени апеллирует к разуму человека, проходящему через неё.
Наиболее важная и драматическая 3-я степень — степень мастера посвящена тематике смерти, её основой является история о смерти Мастера Хирама — легендарного руководителя строительством Храма Соломона, убитого тремя подмастерьями, недовольными их положением среди строителей Храма. Мастер Хирам из легенды имеет прообраз в Библии, Хирама — мастера по меди (см. Третья книга Царств, гл. 7) или Хирама Абифа (см. Первый Храм), однако рассказ о его смерти имеет полностью масонское происхождение и не связан с библейским текстом.
Содержание трёх степеней может отличаться в деталях в ложах разных стран и юрисдикций (великих лож), ложах различных уставов, однако в целом деление масонства на три градуса, легендарное содержание 3-й степени являются традиционными, закрепляются стандартами регулярности и ландмарками.
В масонстве не существует степени выше мастера. Хотя некоторые масонские системы и организации могут иметь дополнительные степени, которые имеют более высокие номера, эти степени могут рассматриваться скорее как приложение или расширение степени мастера, чем продвижение выше неё. Например, ДПШУ присуждает степени от 4° до 33°. Необходимо быть мастером масоном, чтобы получить эти дополнительные степени. Система управления этими степенями похожа на систему управления «символической», или «голубой ложи франкмасонства».
В некоторых юрисдикциях, особенно в юрисдикциях континентальной Европы, франкмасоны должны, работая в своей степени, готовить исследования на связанные с масонством философские темы, и представлять их на работах ложи. Существует огромная библиография масонских исследований, журналов и публикаций, от причудливых отвлечённых рассуждений, которые содержат духовные и моральные наставления разной ценности, до практических руководств по организации, управлению и исполнению ритуалов, и до серьёзных исторических и философских исследований, имеющих академическое признание.

### Опознание
Масоны используют знаки (жесты), пожатия и слова для предоставления допуска к собраниям и опознания законных посетителей.
С начала XVIII века было написано множество разоблачений, утверждающих о выявлении этих знаков, пожатий и слов для непосвящённых. Классическим ответом на это служила смена определённых слов в ритуале, чтобы определить любого, доверившего разоблачениям. Однако, так как каждая «великая ложа» свободна создавать собственные ритуалы, знаки, пожатия и пароли также могут отличаться от юрисдикции к юрисдикции. Более того, великие ложи могут периодически менять свои ритуалы, совершенствуя используемый язык, добавляя или опуская некоторые части. По этой причине любое разоблачение может быть действительно только для определённой юрисдикции и определённого времени. Сегодня неизвестного посетителя могут попросить предъявить диплом, членский билет или другой документ, подтверждающий членство, в дополнение к демонстрации знания знаков, пожатий и паролей.

### Обязательства
Обязательствами (часто именуемыми «клятвами») являются те элементы ритуала, где кандидат обещает оставаться верным правилам братства, сохранять «секреты масонства» (которыми являются различные знаки, отличительные черты и слова каждого градуса, имеющие отношение к опознанию), и действовать согласно масонской традиции и закону. В регулярных юрисдикциях эти обязательства принимаются на «Книге священного закона», свидетелем чего выступает Бог, и часто с заверением, что исполнение остаётся на собственной свободной воле кандидата.
Детали обязательств отличаются; некоторые версии опубликованы открыто, тогда как другие публикуются приватно в сборниках инструкций. Некоторые юрисдикции полагаются на устную передачу ритуалов и не имеют ритуальных книг вообще. Кроме того, не все опубликованные ритуалы являются аутентичными, например, «разоблачения» Лео Таксиля являются мистификацией.
Не существует единых обязательств, типичных для масонства в целом, но при рассмотрении ряда потенциальных текстов обнаруживаются некоторые общие темы. По крайней мере каждый третий текст включает в себя обещание кандидата действовать, как подобает члену цивилизованного общества, подчиняться закону Высшего Существа, подчиняться закону страны, в которой проживает кандидат, посещать собрания ложи, не вводить в заблуждение, не обманывать ложу и братьев, и помогать членам семьи, братьям и их семьям в случае необходимости, если это возможно без причинения финансового вреда себе и своим иждивенцам.
Исторически обязательства известны среди различных критически настроенных к масонству кругов благодаря так называемым «кровавым расправам» — явным указаниям на физические наказания в случае их нарушения, упоминающиеся на каждом градусе. Это привело к тому, что некоторые называют обязательства «клятвами». Упомянутый текст, в котором говорится о физических расправах, не встречается в официальных, подтверждённых источниках, разделяющих решение «изъять все упоминания физического наказания из текста обязательств, которые принимаются кандидатами в трёх градусах и при инсталляции Избранного Мастера, но сохранить их во всех остальных церемониях». Наказания интерпретируются символически, и не приводятся в действие ни ложей, ни любой другой масонской организацией. Наглядность наказаний указывает на то, как кандидат должен себя чувствовать, если сознательно нарушит принятые обязательства. Современные реально существующие наказания могут включать временное приостановление членства, исключение или выговор.

### Ландмарки
Масонские ландмарки — это древние и неизменные принципы, стандарты, по которым определяется регулярность лож и великих лож. Представление о масонских ландмарках появляется в масонских инструкциях ещё в 1723 году, и считается адаптацией предписаний оперативных масонских гильдий. В 1858 году, Альберт Макей изложил 25 ландмарок. В 1863 году Джордж Оливер опубликовал Сокровищницу масонов, в которой было перечислено 40 ландмарок. Некоторые американские великие ложи попытались перечислить ландмарки; количество оказались совершенно разным: от Западной Вирджинии (семь) и Нью-Джерси (десять) до Невады (тридцать девять) и Кентукки (пятьдесят четыре).

## Масонское учение
- Рисунок с набором символики, используемой в Шведском уставе. Надпись на рисунке: «От тьмы к свету»
- Соломон. Гравюра Гюстава Доре

Масонство позиционируется как нравственно-этическая система, выраженная в аллегориях и иллюстрируемая символами. Большинство символики заимствовано из иудаизма и христианства, в ритуалах обыгрываются легенды с библейскими персонажами. Внимание масонов обращается на необходимость нравственного самосовершенствования, а также духовного роста в рамках той религии, которую каждый из них исповедует. Философия масонства включает в себя внешние элементы как христианства, так и других религий.
Каждый масон чтит Бога, находясь в масонстве, к нему обращаются, как к Великому Архитектору Вселенной, и допускается исповедание любой традиционной религии. Однако дискуссии по религиозным и политическим вопросам исключаются из масонских собраний, в масонстве нет своей теологии. Каждый масон продолжает исповедовать те религиозные воззрения, с которыми он пришёл в ложу, а его большое внимание к его религии приветствуется. Признание веры в Бога, как базиса масонства и его принципов, восходит к основателям современного спекулятивного масонства в начале XVIII века, и этого придерживается доминирующее большинство мирового масонства (так называемое регулярное или консервативное масонство, и многие ложи так называемого «либерального масонства»), делается акцент на обязательном монотеизме.
Масонство не является самостоятельной религией или заменой религии, масонская философия не касается религиозных воззрений своих членов и не корректирует их. Масонская нравственно-этическая система и философия опирается на веру своих членов в Бога, но имеет дело лишь с вопросами отношений людей между собой, затрагивает только вопросы этики и нравственности, не касаясь религиозных вопросов (то есть вопросов отношений человека с Богом), оставляя их на совести каждого из масонов.
Лояльность к властям тех стран и территорий, где масонство существует, является одним из масонских принципов. Работа на пользу общества считается одной из масонских добродетелей. Для большинства масонов мира это реализуется их участием в благотворительной деятельности.

## Организационная структура
«Великая ложа» и «великий восток» в каждой стране являются независимыми и суверенными организациями, которые управляют масонством в определённой стране, штате или географической местности, и называются юрисдикциями. Не существует ни одной организации, которая правила бы всем мировым масонством; отношения между разными юрисдикциями зависят только от взаимопризнания.

### Масонская ложа
Ложа является основной организационной единицей масонства. Каждая новая ложа должна иметь «патент», выданный великой ложей, который даёт ей право собираться и проводить работы. Кроме очень малого числа лож, существующих «с незапамятных времен», предшествующих образованию «великих лож», масоны, которые собираются в ложе, не предъявляя этого документа (например, в лагерях военнопленных) считаются нелегальными и нерегулярными.
Ложа должна собираться регулярно в постоянном месте и согласно оглашенным датам собраний. Она избирает, посвящает и повышает своих членов и офицеров; она накапливает и управляет своими имуществом и собственностью, в том числе протоколами и отчётами; и может владеть своим храмом, арендовать его или использовать совместно. Форма деятельности, её способ и уровень активности индивидуален для каждой ложи.
Человек может стать масоном, то есть пройти посвящение, только в правильно основанной ложе. Мастер масон может, как правило, посещать любые собрания любой дружественной юрисдикции по своему желанию. Также, ложа может официально отказывать принимать гостей из разных лож, как своей великой ложи, так и взаимопризнанных или дружественных масонских организаций. Посетитель должен сначала проверить регулярность ложи, и должен быть способен доказать этой ложе собственную регулярность; ему может быть отказано в приёме, если будет решено, что он может нарушить гармонию в ложе. Если он желает посещать одну и ту же ложу постоянно, он может присоединиться (аффилироваться или перейти) к ней и платить взносы.
Большинство лож состоят из масонов, которые живут или работают в данном городе или рядом с ним. Другие ложи состоят из масонов, которые разделяют определённые интересы, имеют одинаковую профессию или происхождение. В некоторых ложах условия основания и имя представляют лишь исторический интерес, так как с течением времени братство ушло от того, что оно представляло собой во времена основателей; в других же ложах членство остаётся престижным.
Существуют специальные «исследовательские ложи», членами которых могут быть лишь мастера масоны, которые занимаются исследованиями масонства (его историей, философией и т. д.). Исследовательские ложи являются полностью полномочными, но не посвящают новых кандидатов. В ОВЛА наставляющие ложи могут быть созданы из любой обычной ложи для изучения ритуала и их репетиций.
Согласно масонской традиции, средневековые европейские каменщики собирались, ели и находили приют в нерабочее время в «домиках». Ранние ложи часто собирались в тавернах или любых других пригодных для этого постоянных местах с приватной комнатой.

### Масонские должности
Каждая масонская ложа избирает мастеров-масонов на определённые офицерские должности для выполнения необходимых обязанностей в ложе. Досточтимый мастер (по сути, руководитель ложи) является избираемым офицером. Большинство лож избирают первого и второго стражей, секретаря и казначея. Во всех ложах есть привратник (охраняющий дверь в ложу во время её собрания), иногда избираемый, а иногда назначаемый досточтимым мастером. Кроме этих избираемых должностей, ложи имеют различных назначаемых офицеров, таких как дьякон, цеховой староста и капеллан (избирающийся для проведения неконфессиональной молитвы во время собраний; часто, но не всегда — священник). Офицерские должности и их функции отличаются в разных масонских ритуалах и ложах.
Многие офицерские должности также присутствуют на уровне «местных» или великих лож с добавлением слова великий в названии. Например, в каждой ложе есть второй страж, а великой ложе — великий второй страж. Кроме того, существует ряд офицерских должностей, которые существуют только на уровне великих лож.

### Организации дополнительных степеней
В масонстве нет степени выше, чем третья, или степень мастера. Существует некоторое количество организаций, необходимым условием для вступления в которые является наличие степени мастера. Эти организации не имеют власти над великой ложей, которая управляет масонскими ложами с первого по третий градус. Эти системы или степени могут быть описаны, как дополнительные или сопутствующие, и часто предусматривают дальнейшее развитие аллегорической, моральной и философской сути масонства.
Организации дополнительных степеней управляются отдельно от великих лож, но находятся в непосредственной связи с символическим масонством, так как каждый их член является масоном. Взаимоотношения между этими системами и собственно масонскими юрисдикциями могут быть разными, и могут вообще отсутствовать. Договор об объединении «Современной» и «Древней» «великих лож» (в ОВЛА в 1813 году) ограничил признание несколькими степенями, такими как Королевская арка и рыцарские степени. Но есть и множество других степеней, которые практиковались и до объединения. Некоторые организации не везде признаются организациями дополнительных степеней, а считаются отдельными организациями, которые требуют масонской «аффилиации» для членства. Некоторые из этих организаций имеют дополнительные требования, такие как религиозная принадлежность (например, исповедание «тринитарианского» христианства) или членство в других организациях.
Отдельно от этих, есть организации, которые часто считают масонскими, но которые не имеют никакого формального или неформального отношения к масонству. Они включают в себя Оранжевый орден, основанный в Ирландии, и рыцарей Пифии.
Основная роль организаций дополнительных степеней — раскрытие и углубление содержания трёх базовых степеней, их интерпретация в том или ином направлении, содействие дальнейшему совершенствованию мастеров-масонов. Возникновение первых организаций дополнительных степеней относится к середине XVIII века.
Наиболее известные организации дополнительных степеней:
- Древний и принятый шотландский устав (ДПШУ), имеет степени с 4-й по 32-ю. Управляется верховным советом внутри каждой из своих юрисдикций, верховный совет состоит из масонов 33-й степени. Происхождение степеней ДПШУ идёт из Франции середины XVIII века, однако данный устав, как практическая посвятительная система из 30 степеней, получил развитие лишь с момента создания первого верховного совета в Чарльстоне, Южная Каролина, США в 1801 году. Первый верховный совет состоял из 11 человек, в числе его основателей были Джон Митчел и Фредерик Дальхо, одним из его реформаторов во второй половине XIX века был Альберт Пайк. Ныне он носит название Верховный совет южной юрисдикции США[44].

Слово «шотландский» в названии не связано с его происхождением из Шотландии, и используется лишь как отсылка к легендарным древним корням устава. В некоторых юрисдикциях это слово из названия опускают во избежание путаницы.
- Йоркский устав. Наиболее распространён в США, имеет несколько степеней, включая степень Королевской арки, а также несколько ассоциированных орденов. Управляющие структуры устава носят название капитулов. Близкой по содержанию к нему является степень Королевской арки, практикуемая в Англии и некоторых других странах, однако в самой Англии Королевская арка не считается дополнительной масонской степенью, а интерпретируется, как завершение посвятительной части 3-й степени.
- Устав Мемфис-Мицраим не является распространённым среди масонов состоящих в ложах под эгидой ОВЛА[45].
- Исправленный шотландский устав (фр. Rite écossais rectifié) (ИШУ) является масонским христианизированным уставом, появившимся в 1778 году в Лионе, во Франции[46]. Главным теоретиком и разработчиком «Исправленного шотландского устава» был Жан-Батист Виллермоз. Этот известный масон осуществил лионские реформы французского филиала «Устава строгого (тамплиерского) соблюдения» на конвенте в Галлии, в 1778 году[46]. В новом уставе были задействованы элементы Устава избранных коэнов-масонов Вселенной и были убраны любые упоминания о тамплиерах. Эволюция и трансформация этой системы происходила на конвентах в Лионе в 1778 году и Вильгельмсбаде в 1782 году, что и привело в итоге к созданию «Исправленного шотландского устава» в 1782 году. С тех пор, ритуалы этого устава практически не менялись[46]. В уставе была синтезирована христианская доктрина, лежащая в основе «Трактата о реинтеграции существ в их первоначальных качествах и силах, духовных и божественных», Мартинеса де Паскуалиса[47]. И∴Ш∴У∴ является рыцарским шотландским уставом, разделённым на четыре класса масонских и рыцарских градусов сопровождаемых испытательным сроком, чтобы приуготовить кандидата к будущим посвящениям в последующие орденские степени[48]. В ходе серии нескольких возвышений идёт прогрессивное развитие масона, который поэтапно возводится в рыцари.

Членство в структурах дополнительных степеней предполагает, как правило, членство и участие в работе лож трёх основных степеней. Дополнительные степени и их управляющие структуры (капитулы, верховные советы) обычно разделены с основными ложами (находящимися под контролем великих лож), не решают вопросы членства в ордене (не посвящают в степень ученика), не присваивают степени вплоть до третьей, и не претендуют на управление ложами, работающими в трёх основных степенях, не могут создавать и регламентировать их деятельность. Данное разделение может нарушаться в нерегулярных ложах.

## Требования к вступающим в масонские ложи

### Требования к кандидатам
Основные требования к кандидатам вытекают из общих масонских принципов. Кандидат подтверждает свою веру в Бога. Кандидат должен быть зрелого возраста (в большинстве великих лож мира не моложе 21 года), принять решение стать масоном по собственной воле, иметь хорошую репутацию, не иметь проблем с гражданским законом, то есть быть «свободным и добрых нравов».
Инициатива вступления в члены ложи должна исходить от кандидата. Кандидат может обратиться в ложу по месту жительства. Для вступления в ложу нужны рекомендации её действительных членов, так или иначе вступлению предшествует некоторый период знакомства с масонами, которые рекомендуют кандидата. В некоторых ложах требуется, чтобы кандидат просил о вступлении 3 раза, однако это становится все менее распространённым. В некоторых ложах информация о вступлении открыта для того, чтобы потенциальный кандидат знал, где найти дополнительную информацию.
Решение о принятии кандидата в ложу принимается тайным голосованием. Члены ложи, голосующие за вступление, используют белые камни (в ритуале чаще всего используются шарики); те, кто против — чёрные. Количество голосующих против, необходимое для того, чтобы отклонить прошение кандидата, устанавливается местной великой ложей, и в некоторых ложах равно одному голосу.

### Религиозные убеждения
Религиозные убеждения кандидата являются предметом его совести. При вступлении кандидат приносит обязательство на священной книге той религии, которую он исповедует, это может быть Библия, Коран, Тора и др. Обычно кандидат принадлежит к одной из традиционных религий, соответственно, христианству, исламу, иудаизму, и др. (в ложах, имеющих признание, как регулярные), однако в некоторых ложах либерального масонства требования к вере кандидата ослабляются, допускается принятие кандидата, который придерживается деизма или Бога, как абстрактного принципа, идеи-символа, как в Великой ложе Франции, либо вообще отменяются, а в ложу могут быть приняты атеисты и агностики.

### Ритуал посвящения
Кандидата в масоны в начале обряда заводят в камеру размышлений, выкрашенную в чёрный цвет. В ней могут быть предметы, напоминающие кандидату о бренности бытия, создающие обстановку, побуждающую кандидата к философским размышлениям. В ней кандидат напишет на бумаге морально-философское завещание, свои пожелания и обеты в отношении себя и других людей, своей страны, семьи и человечества в целом. Потом его попросят ещё раз подтвердить свою веру в Бога.
Перед вводом в храм, где происходит посвящение, кандидату завязывают глаза. В знак смирения кандидат «ни одет, ни раздет» (частично раздевают, а левая грудь обнажена в знак открытости сердца), у него отбираются все ценности («металлы»), ему засучивают правую штанину и снимают левый ботинок. Ему на шею надевают верёвку, символизирующую узы человеческого несовершенства. Кандидата проводят в помещение храма (зал заседания ложи), где он проходит через ритуальные испытания, слушает наставления нравственно-философского характера, участвует в небольших сценах и диалогах, цель которых наглядно преподнести нравственные наставления ритуала. В конце церемонии он приносит торжественное обязательство на священной книге той религии, которую он исповедует (обычно это Библия, на неё также кладется циркуль и наугольник). Далее кандидату снимают повязку, говоря при этом, что он теперь «прошёл испытания и достоин Света», на него надевают масонский запон, а после чего досточтимый мастер объявляет присутствующим братьям о том, что теперь они обрели нового брата и призывает помогать ему в трудностях, будучи уверенными в том, что и он в трудную минуту поможет им. Часто церемония посвящения проводится с музыкальным сопровождением, что ещё более усиливает впечатления кандидата.
Обряд посвящения описан Л. Н. Толстым в романе «Война и мир» (эпизод с посвящением Пьера Безухова), но есть и более современные источники научного характера о масонских ритуалах.

## Регулярное масонство
Регулярными называются великие ложи объединённые в одно направление, по принципу взаимного признания, имеющие ключевое признание со стороны Объединённой великой ложи Англии и северо-американских великих лож. Поправки, опубликованные в конституциях 1738 года, ввели Термин «регулярная ложа» был введён после публикации поправок в конституциях 1738 года.
«Великий восток» и «великая ложа» разных стран, которые «взаимопризнают» друг друга и разрешают «взаимопосещение» называются дружественными. В ОВЛА, регулярность основывается на ряде ландмарок, которые изложены в конституции ОВЛА и в конституциях тех дружественных великих лож, с которыми ОВЛА поддерживает отношения. Даже в рамках этого определения есть отличия в количестве и содержании ландмарок у разных юрисдикций. Другие масонские группы организованы иначе, каждая по-разному.
Великие ложи и организации великий восток, не признаваемые ОВЛА, обычно называют «иррегулярным» или «либеральным» масонством (этот вопрос усложняется тем, что само по себе использование названия «ложа» или «восток» не является признаком принадлежности организации к определённому союзу и, таким образом, не является признаком регулярности). Термином «иррегулярный» или «дикая ложа» также называются все самопровозглашённые организации, называющие себя «масонскими», но не признаваемые законными масонскими юрисдикциями.
Регулярными великими ложами являются: Объединённая великая ложа Англии (200 000), Великая ложа Шотландии (150 000), Великий восток Бразилии (97 000), Великая национальная ложа Франции (26 000), великие ложи в США (2 000 000), Австралии (100 000) и Европе (300 000). Общая численность регулярных масонов в мире около 3 000 000.

## Либеральное масонство
Либеральное масонство — это группа национальных и международных великих лож и орденов, объединённых в ряд союзов, и/или взаимодействующих друг с другом на основе двусторонних договоренностей. Считают возможным исключение из списка одной (или нескольких) ландмарок конкретными великими ложами, не признают обязательность норм ОВЛА.
Временем официального рождения либерального масонства можно считать вторую половину XIX века, когда произошло несколько событий, не имевших прецедентов до этого в масонском мире:
- В 1877 году Великий восток Франции отменил в своей конституции требование о необходимости для своих членов веры в Высшую Сущность и бессмертие души, посчитав это личным делом каждого.
- В 1882 году ложа «Свободные мыслители» посвятила женщину — Марию Дэрэм.

Либеральные великие ложи мира: Великая ложа Бразилии (126 000), Великий восток Франции (52 000), Le Droit Humain (30 000), Великая женская ложа Франции (14 000), Великий восток Бельгии (10 000), Великая ложа Италии (9 000), и др. Общая численность либеральных масонов в мире около 500 000 человек.

## Парамасонство
Хотя женщины не могут вступать в ложи под эгидой ОВЛА, существует (в основном в США) множество женских парамасонских организаций, связанных с регулярным масонством, такие как «Орден Восточной звезды», «Пурпурный орден», «Белый храм Иерусалима» и «Дочери Нила». Они имеют собственные ритуалы и традиции, но основаны по масонскому образцу. Во Франции женщин в восемнадцатом и девятнадцатом веке принимали в так называемые адоптивные ложи, в которых они могли принимать участие в ритуалах масонских лож. Тем не менее, мужчины чётко отличали адоптивное масонство от исключительно мужских лож. С конца XIX века и далее во Франции начали собираться смешанные ложи.

### Масонство и женщины
После принятия «Конституций Андерсена» в 1723 году было принято как факт, что масонами могут быть только мужчины. Большинство великих лож не принимает женщин, потому что считают, что нарушат таким образом «древние ландмарки». Несмотря на то, что несколько женщин, например, Элизабет Олдуорт, были посвящены в британские масонские ложи до 1723 года, официально регулярное масонство, находящееся в системе взаимного признания с ОВЛА, остаётся исключительно мужским.
Смешанные масонские организации принимают женщин и мужчин. Систематический приём женщин в международное смешанное масонство начался во Франции в 1882 году. В последние 70 лет женщины создают отдельные ложи, работающие по тем же ритуалам, что и мужские ложи.

## Благотворительность
Братство широко вовлечено в благотворительную деятельность и общественную работу. В наше время деньги собираются только с членов, и направляются на благотворительные цели. Масонство во всем мире выплачивает значительные суммы немасонским благотворительным организациям на местном, национальном и интернациональном уровне. В прошлые века, однако, благотворительные фонды организовывались в большей мере на основе обществ взаимопомощи, и существовали детально разработанные правила для определения права просителя на получение помощи согласно масонским критериям. Например, масонская благотворительная помощь включает в себя:
- дома[62] для приютов или медсестринского ухода;
- образование: как образовательные гранты[63], так и школы, например, «Королевская масонская школа» (Великобритания)[64];
- медицинская помощь[65];
- Масонские системы идентификации детей (Masonic Child Identification Programs, CHIP) — инициатива североамериканских масонских лож, призванная помочь опознанию и возврату потерянных детей.
- Кроме этого, существуют тысячи филантропических организаций по всему миру, созданных масонами. Особенно примечательными являются Масонская лаборатория медицинских исследований[66], храмовые детские госпитали (сеть из 22 педиатрических бесприбыльных госпиталей в США)[67], Ассоциация масонской помощи[68] — организации, которые были созданы масонами и продолжают поддерживаться ими интеллектуально и финансово.

## История масонства в России

### Масонство в XVIII—XIX веках
Масонство в России появилось в середине XVIII века. Основателями масонства в России часто называют Петра I и его соратников Франца Лефорта и Патрика Гордона. Эта версия, однако, не имеет документального подтверждения. Первое достоверное известие о проведении масонских собраний в России относится к 1731 году, когда гроссмейстер Великой ложи Лондона лорд Ловель назначил капитана Джона Филипса провинциальным великим мастером для России. Широкое распространение масонства в России началось с основания нескольких лож генералом русской службы Джеймсом Кейтом в 1740-х годах. В документах Великой ложи Англии указывается, что в 1740 году он был назначен провинциальным великим мастером для России. Первоначально большинство членов русских лож были иностранцами — офицерами на русской службе или купцами, но вскоре стало расти и число масонов, русских по рождению.
В 1772 году провинциальным великим мастером стал И. П. Елагин, который реорганизовал существовавшие к тому времени в России ложи в единую систему. Кроме самого И. П. Елагина в возглавляемую им «Великую провинциальную ложу» в Санкт-Петербурге входили такие известные в то время масоны, как граф Р. И. Воронцов (наместник-мастер), генерал-майор А. Л. Щербачёв, князь И. В. Несвицкий и другие. Под управлением Елагинской великой ложи в первой половине 1770-х годов работало 14 лож:
«Муз» (мастер И. П. Елагин), «Урании» (В. И. Лукин), «Беллоны» (И. В. Несвицкий), «Астреи» (Я. Ф. Дубянский), «Марса» (Яссы, мастер П. И. Мелиссино), «Минервы» (барон П. фон Гартенберг), а также «Скромности» (Петербург), «Клио» (Москва), «Талии» (Москва — Полоцк), «Равенства» (Москва — Петербург), «Екатерины» и «Трёх подпор» (Архангельск), «Эрато» (Петербург) и ложа под управлением Р. И. Воронцова во Владимире. Общая численность членов елагинских лож составляла приблизительно 400 человек.
Альтернативой елагинской масонской системе стала так называемая шведская или Циннендорфская система, основанная приехавшим в Россию в 1771 году бывшим гофмейстером Брауншвейгского двора бароном П.-Б. Рейхелем (1729—1791). В 1772—1776 годах Рейхель основал ещё несколько лож: «Аполлона» (Петербург), «Гарпократа» (Петербург), «Аполлона» (Рига), «Изиды» (Ревель), «Горусы» (Петербург), «Латоны» (Петербург), «Немезиды» (Петербург) и «Озириса» (Петербург — Москва). В 1776 году после переговоров «елагинские» и «рейхелевские» ложи объединились в единую систему.
16 июля 1782 года собрался Вильгельмсбадский конвент под председательством герцога Фердинанда Брауншвейгского. На конвенте присутствовали представители масонских лож Франции, верхней и нижней Германии, Австрии и Италии; Россия также прислала представителей. На конвенте Россия, «во внимание к её обширному пространству и к большому числу лож, ревностно в ней работавших», была признана восьмой провинцией ордена.
Новый этап в развитии русского масонства связан с именем Николая Ивановича Новикова, который стал масоном в 1775 году в одной из «елагинских» лож. Вместе с Иваном Георгиевичем Шварцем Новиков развернул широкую пропаганду в Москве, куда сместился центр деятельности русского масонства. В 1792 году деятельность масонских организаций в России была официально запрещена. При Павле I гонения на масонов прекратились, а правительство Александра I разрешило деятельность масонских лож, стремясь поставить их под надзор и даже использовать в своих интересах. Однако 1 августа 1822 года все тайные общества, включая и масонские ложи, были официально закрыты высочайшим рескриптом Александра I.

### Масонство в начале XX века
Первые ложи в России, после их запрета в 1822 году, начинают появляться только в 1905 году. Эти ложи открывают Великий восток Франции и Великая ложа Франции. Первые ложи учреждаются в Санкт-Петербурге и Москве. Известными ложами о которых сохранилась достоверная информация были «Возрождение», «Полярная звезда» и «Астрея», которые были открыты под эгидой Великого востока Франции, а также ложа «Феникс», которая была открыта в Москве и Санкт-Петербурге под эгидой Великой ложи Франции. Ложи были немногочисленны, так во всех ложах ВВФ насчитывалось около 94 масонов. В 1908 году для работ в дополнительных степенях масонства был открыт капитул «Астрея», работы в котором проводились с 4 по 18 градусы ДПШУ. Ложа «Полярная звезда» была закрыта в 1909 году, «Возрождение» была закрыта в 1910 году в связи с уходом большого числа членов ложи в создающуюся парамасонскую организацию Великий восток народов России. Всего ушло 37 (из 94) членов лож ВВФ. И поскольку ВВНР заявил о разрыве отношений с иностранными масонскими организациями, то целесообразность нахождения лож ВВФ в Российской Империи потеряла свою актуальность. Информация о ложе «Астрея» весьма скупа. Известно, что ложа работала в 1916—1917 годах в Москве и Санкт-Петербурге, и вероятно по ДПШУ. Ложа «Феникс» Великой ложи Франции вероятно проработала до октябрьской революции 1917 года.

#### Великий восток народов России
Как пишет историк масонства В. С. Брачев, в 1910 году, от лож Великого востока Франции начинают создаваться ложи, которые вскоре составили основу новой организации, получившей название Великий восток народов России (ВВНР).
ВВНР был создан на учредительном съезде в Москве летом 1912 года. Характерным отличием лож ВВНР от лож ВВФ являлась отмена ряда обязательных пунктов в работе масонских лож. Такими пунктами стали: упразднение степени подмастерья, упрощение или полная отмена ритуалов, написание политических программ вместо зодческих работ, обсуждение политических вопросов на собраниях, работа не во имя прогресса, как в ложах Великого востока Франции, а политическая активность в Государственной Думе, принятие женщин в свои ложи, разрыв отношений с мировыми масонскими организациями. Ложи ВВНР, носившие название «масонских», таковыми не признавались членами Великого востока Франции и другими масонскими организациями, а считались политическими кружками. Это непризнание привело в будущем, когда часть бывших членов ВВНР после Октябрьской революции 1917 года, покинула Россию, к прохождению заново ритуала масонской инициации.
Руководящей структурой ВВНР был верховный совет, во главе которого стоял генеральный секретарь. Первым генеральным секретарём Верховного совета ВВНР был Н. В. Некрасов, после, с 1913 по 1914 годы — А. М. Колюбакин, левый кадет. Далее на пост руководителя организации вернулся Н. В. Некрасов, а начиная с конвента 1916 года — эсер А. Ф. Керенский. После того как А. Ф. Керенский стал главой Временного правительства России, в июле 1917 года, должность генерального секретаря ВВНР перешла к управляющему делами Временного правительства меньшевику А. Я. Гальперну.
ВВНР объединял несколько десятков лож, состоявших приблизительно из 5-30 человек каждая. Ложи создавались по территориальному принципу. В ВВНР было несколько специальных лож: «Военная», «Литературная», думская ложа «Роза». Численность членов ВВНР была около 400 человек. ВВНР прекратил свою деятельность после Октябрьской революции 1917 года.

### Масонство в современной России
По состоянию на июль 2020 года в России представлены следующие масонские организации:
- Великая ложа России — около 700 членов в 33 ложах;
- Великий восток Франции — около 100 братьев и сестёр в 4 ложах;
- Объединённая великая ложа России — около 70 членов в 6 ложах;
- Великая женская ложа Франции — около 30 сестёр в 1 ложе.
- Le Droit Humain — около 9 сестёр и братьев в 1 ложе[83].

## Запрещение масонства
Ряд правительств разных государств относились к масонству, как к потенциальному источнику оппозиции, из-за его секретного характера и международных связей. После основания современного спекулятивного масонства в Англии в 1717 году несколько протестантских государств ограничивали деятельность масонских лож. Так, Голландия запретила масонские ложи в 1735 году; Швеция и Женева в 1738 году; Цюрих в 1740 году; Берн в 1745 году; в католических Испании, Португалии и Италии попытались подавить масонство после 1738 года; в Баварии в 1784 году; в Австрии в 1795 году; в Бадене в 1813 году; в России в 1822 году; в Пакистане в 1972 году.
Масонство преследовалось и запрещалось во всех коммунистических странах, но оно смогло не только сохраниться на Кубе, но и продолжить развитие. В основном благодаря своему участию в революционной деятельности и свержении режима Батисты.
Масонский ученый Поль Бессель отметил, что язык, используемый современными тоталитарными режимами, аналогичен тому, который используется некоторыми другими современными критиками масонства.

### Масонство и Холокост
Антисемитские идеи о том, что масонские ложи являются прикрытием для еврейского заговора против христианства и традиционного общества, активно распространялись в католических кругах и усилились после Первой мировой войны. В «Протоколах сионских мудрецов» масонство изображалось как инструмент еврейского заговора. В Германии такие деятели, как Дитрих Эккарт и Альфред Розенберг, популяризировали эти идеи через публикации.
В нацистской Германии масоны считались врагами. Ложи были закрыты, их имущество конфисковано, а многие члены подверглись репрессиям. Специальные службы СД и RSHA занимались борьбой с масонством, считая его частью «еврейской проблемы» и инструментом достижения мирового господства. Масонские принципы, такие как равенство и толерантность, интерпретировались как способ продвижения еврейских интересов. Французская революция и Первая мировая война рассматривались как примеры иудео-масонских заговоров для уничтожения Германии и России.
Маленький голубой цветок незабудки впервые был использован как масонский символ Великой ложей «Zur Sonne» в 1926 году на ежегодном съезде в Бремене, Германия. В 1938 году значок в виде незабудки, сделанный на той же фабрике, что и масонский значок, был выбран в качестве знака «Зимней помощи», нацистской благотворительной организации, собиравшей средства на перевооружение. Из-за этого совпадения масоны более не могли использовать незабудку как тайный знак принадлежности к обществу.
После Второй мировой войны незабудка вновь стала использоваться как масонский символ на первом ежегодном собрании Объединённых великих лож Германии в 1948 году. Масоны всего мира до сих пор носят этот знак как напоминание обо всех пострадавших во имя масонства, особенно при нацистском режиме.

### Масонские ложи в концентрационных лагерях
«Liberté chérie» была одной из очень немногих масонских лож, основанной в нацистских концентрационных лагерях во время Второй мировой войны. Ложа смогла организовать и проводить собрания — в нечеловеческих, далёких от нормальных, условиях концентрационного лагеря. Она сумела продержаться почти год и не быть раскрытой. Бельгийские масоны не только организовали масонскую ложу под носом у нацистских охранников, но и даже провели масонское посвящение.
Кроме «Liberté chérie», существовали ещё две подобных ложи, которые были также образованы в нацистских концлагерях, это ложи:
- «L’Obstinée» — эта ложа была образована членами Великого востока Бельгии. Также примечательна тем, что оратором в ней был Жан Рей, после войны занимавший должность президента Еврокомиссии (1967—1970)[90].
- «Les frères captifs d’Allach»

### Отношение к масонству традиционных религиозных организаций
Отношение христианских церквей и религиозных движений к масонству различно. Несмотря на присутствие и активность масонских лож в католических странах, Римско-католическая церковь высказывает отрицательное отношение к масонству. В 1738 году Папа Римский Климент XII объявил интердикт масонству, что означало автоматическое отлучение римо-католиков от церкви в случае вступления их в масонскую ложу. Лев XIII в энциклике Humanum Genus от 20 апреля 1884 года осудил масонство. В кодекс канонического права 1917 года было включено положение, что вступление в масонскую ложу означает автоматическое отлучение от церкви. В 1983 году был принят новый кодекс, в котором масонские организации не упоминаются, что создало впечатление, будто это положение было частично ослаблено католической церковью. Однако Конгрегация доктрины веры в том же 1983 году выпустила заявление о том, что членство в масонской ложе по-прежнему недопустимо для католиков.
Начиная от Климента XII до Льва XIII римские папы выпустили против масонства 17 булл и энциклик, в которых характеризовали его как «богоборческую секту», действующую с целью подрыва и уничтожения христианства, разложения государственного и общественного порядка. В буллах, в частности, было отмечено, что масонство — секта, проповедующая учение, повторяющее грехопадение Люцифера, а «Бог» масонства («Великий Архитектор Вселенной») — сам Люцифер.
В настоящее время Московский патриархат официально не выражает своей позиции по отношению к масонству. В отличие от него, РПЦЗ в 1932 году официально осудила масонство, «как учение и организацию, враждебную христианству и революционную, направленную к разрушению основ национальной государственности».
Также можно указать на антимасонские высказывания большинства православных богословов и миссионеров.

### Масонство в теориях заговоров
Отрицательное отношение к масонству высказывают отдельные представители религиозных объединений, политических партий, сторонники конспирологических теорий. Несмотря на подчёркнутое дистанцирование масонства в целом от политики и религии, критика масонства часто базируется на разоблачительных выступлениях религиозного или политического характера, либо на акциях вроде розыгрыша Лео Таксиля.
Сторонники конспирологических теорий ссылаются на членство известных политиков в ложах и полагают, что через них масоны оказывали своё влияние на развитие государств и ход исторических событий. Теория масонского заговора часто используется националистически настроенными общественными деятелями во время политических потрясений, как попытка дать им объяснение, либо использовать как аргумент против своих противников.

## Масонство в культуре

### Кино
- Forces occultes (1943)
- Тайна виллы «Грета» (1983)
- Утраченный символ (2021)[96]

## Музеи масонства
- Музей франкмасонства
- Кентский музей масонства
- Центр масонской культуры Принца Фредерика